# 高崎市染料植物園
高崎市染料植物園（たかさきしせんりょうしょくぶつえん）は、群馬県高崎市寺尾町にある高崎市立の植物園。高崎観音山丘陵の裏側に広がる。
総面積8.51haの敷地に、アイ (植物)、ムラサキ、ベニバナなど伝統的に使用された染料を植えた散策路や、リュウキュウアイ、ベニノキ、フクギなど南方の染料を植えた屋内生態園、草木染めの染色実習室を備えた染色工芸館を配している。

## 施設概要
- 正式名称：高崎市染料植物園
- 開園：1994年4月
- 敷地面積：8.51ha
- 最寄り駅：JR高崎線 高崎駅
- 開園時間：9:00～16:30
- 定休日：月曜日・祝日の翌日・年末年始
- 入園料：染色工芸館のみ一般100円、高校生・大学生80円

## アクセス方法

### 自動車
- 関越自動車道前橋インターチェンジ・高崎インターチェンジより約30分。
- 上信越自動車道藤岡インターチェンジ・吉井インターチェンジ (群馬県)より約30分。

### 公共交通機関
- JR高崎線 高崎駅からタクシーで約15分。または市内循環バスぐるりん観音山線「染料植物園入口」下車。